# Notarienämnden
Notarienämnden är en svensk statlig förvaltningsmyndighet, som sorterar under Justitiedepartementet och handlägger vissa frågor som rör notarietjänstgöring vid domstol. Myndigheten får också meddela föreskrifter om notarietjänstgöring och notariemeritering.
Myndigheten leds av en nämnd, som består av högst sex personer. Domstolsverket utför administrativa uppgifter åt myndigheten.